# 基瓦尤島

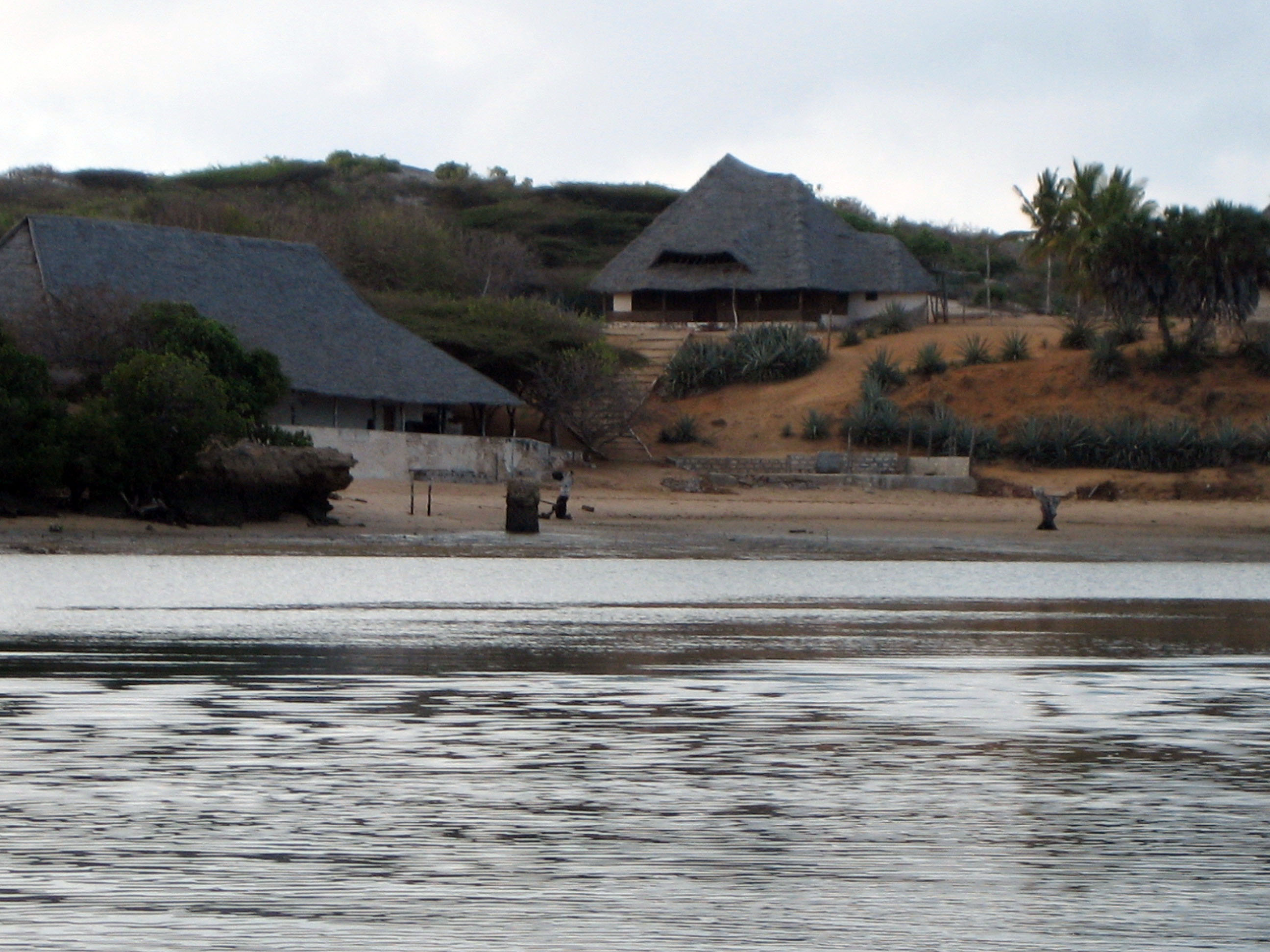

基瓦尤島（Kiwayu）是東非國家肯亞的島嶼，屬於拉穆群島的一部分，位於帕泰島以北10公里，長9公里、寬1公里，最高點海拔高度47米，主要經濟活動有漁業和旅遊業。
2°00′20.81″S 41°16′33.95″E / 2.0057806°S 41.2760972°E